# Santa Rita do Trivelato
Santa Rita do Trivelato est une municipalité brésilienne située dans l'État du Mato Grosso.